# Amanita gemmata
Amanita gemmata (Fr.) Bertill., 1886 è un basidiomicete della famiglia delle Amanitaceae. È stato a lungo considerato un fungo commestibile, anche se già dagli anni 1960 è stata riscontrata una lieve tossicità non costante, che ha dato luogo a casi di lieve avvelenamento specie con una cottura leggera. È stato pertanto definito come una "specie non tollerata da certe persone". Per tale motivo il consumo di questa specie è sconsigliato, anche in quanto confondibile con la pericolosa Amanita pantherina.

## Descrizione della specie

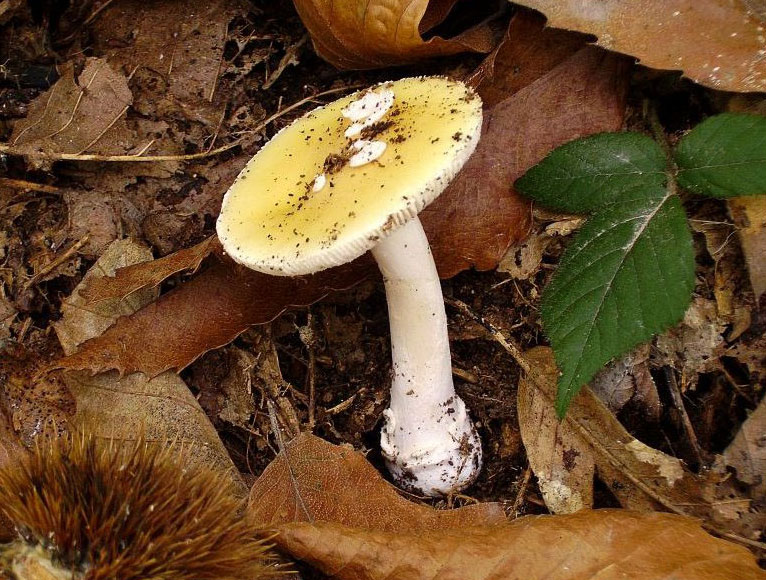
A. gemmata

### Cappello
Non molto carnoso, emisferico o conico-convesso, poi espanso, di colore giallo o giallo-ocra, spesso al centro di colore rossastro; viscoso, con verruche fioccose, biancastre, irregolari; talvolta del tutto glabro; margine minuto, tipicamente striato.

### Lamelle
Fitte, disuguali, ventricose, non annesse al gambo, bianche.

### Gambo
Bianco, fibrilloso, tozzo oppure alto; cilindrico, ingrossato alla base, terminante in un bulbo ovoidale o globoso, o appena ingrossato.

### Anello
Bianco, fragile, pendulo e poi fugace.

### Carne
Bianca, giallognola sotto la cuticola.
- Odore: mite.
- Sapore: leggermente dolce.

### Spore
Bianche in massa, non amiloidi, ellittiche, 9-11 x 7-8 µm.

## Distribuzione e habitat
Cresce in primavera-estate (talvolta anche in autunno), nei boschi di conifere e latifoglie, su terreni sabbiosi o calcarei.

## Commestibilità
Sospetto! Commestibile con estrema cautela, velenoso da crudo ed indigesto se consumato insieme a bevande alcoliche.

Nel passato anche recente ha dato luogo a diversi casi di avvelenamento, anche se non di grave entità.
Nel caso si intenda consumarlo, si raccomanda di cuocerlo molto bene, di eliminare l'acqua di cottura e di non assumerne quantità eccessive.
I più inesperti possono confonderlo facilmente con la velenosissima Amanita pantherina di cui, secondo voci non confermate, potrebbe essere una varietà avente una tossicità di gran lunga inferiore; tale ipotesi potrebbe essere avvalorata non tanto dalla presenza di verruche sul cappello, quanto dalla volva circoncisa sormontata da uno o due cercini.

## Tassonomia

### Varietà
La fo. amici di taglia maggiore e portamento più robusto, con cappello (7-15 cm) crema-giallastro, cresce in ambiente mediterraneo.

### Specie simili
- Specie a taglia variabile, con caratteri morfologici come quelli dell'Amanita pantherina, specie molto velenosa, dalla quale si differenzia solo per il colore.
- A volte, quando priva dei residui di volva sul cappello, può essere fatalmente confusa con alcune forme di Amanita phalloides.

## Galleria d'immagini

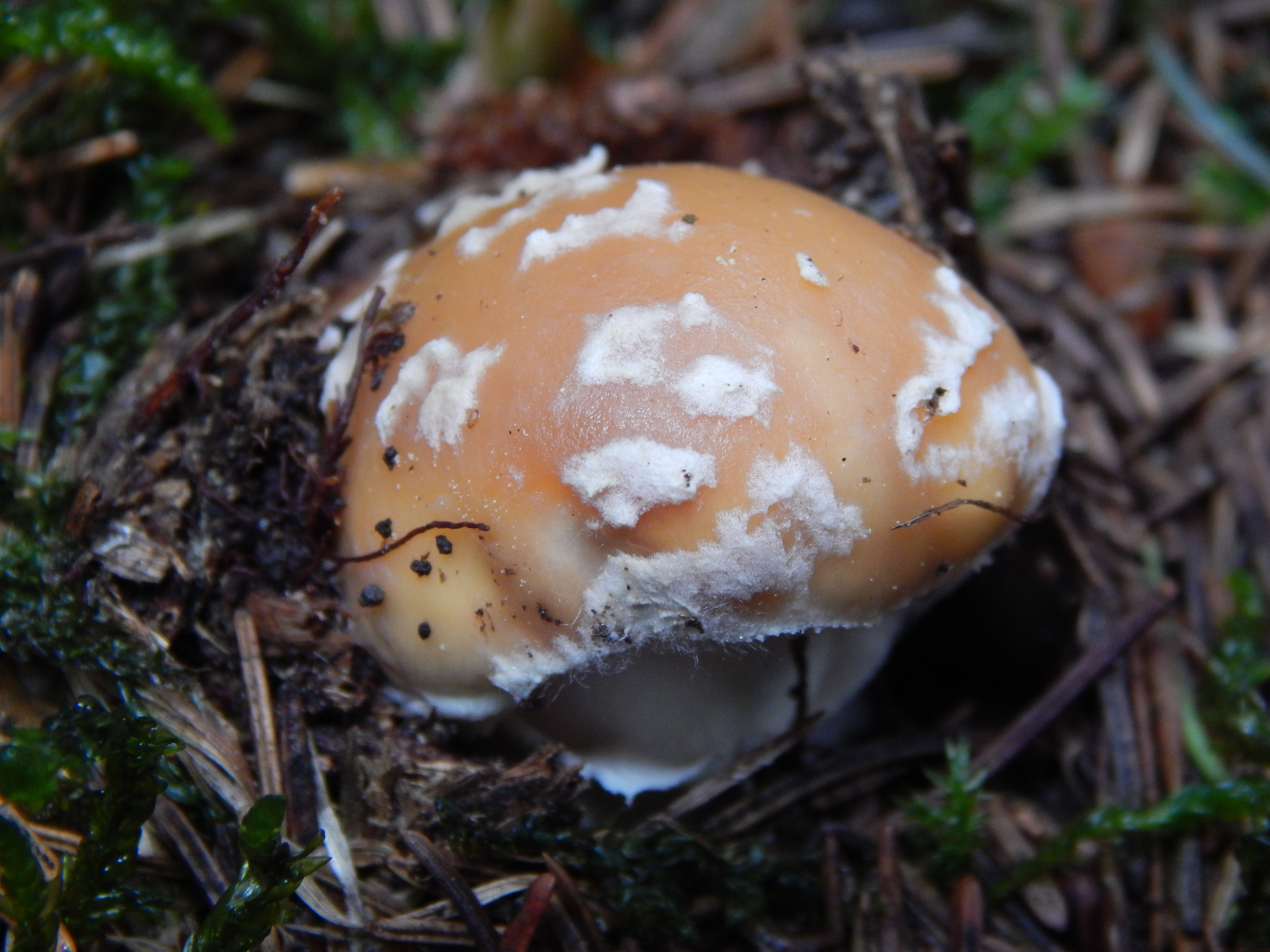
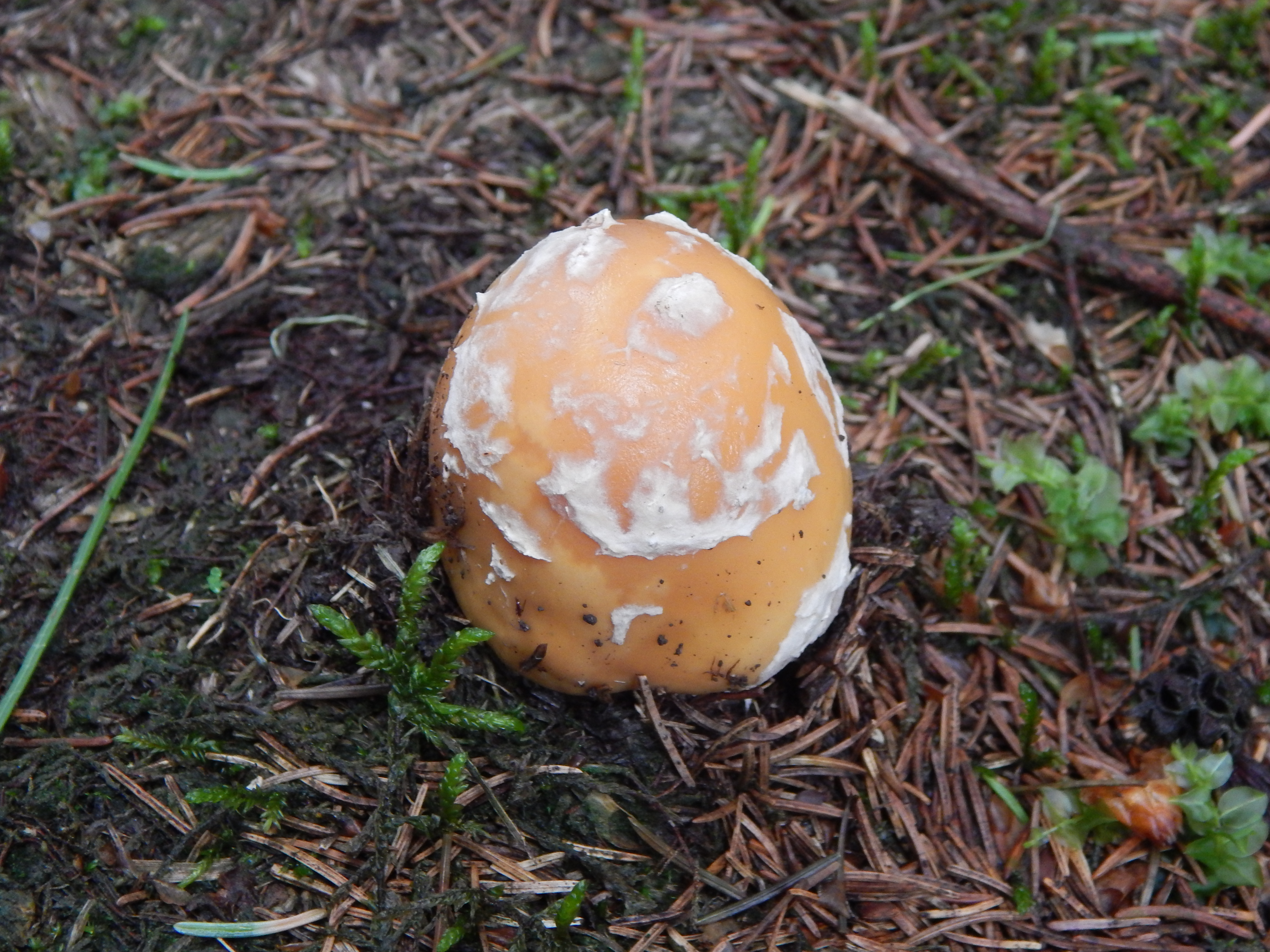
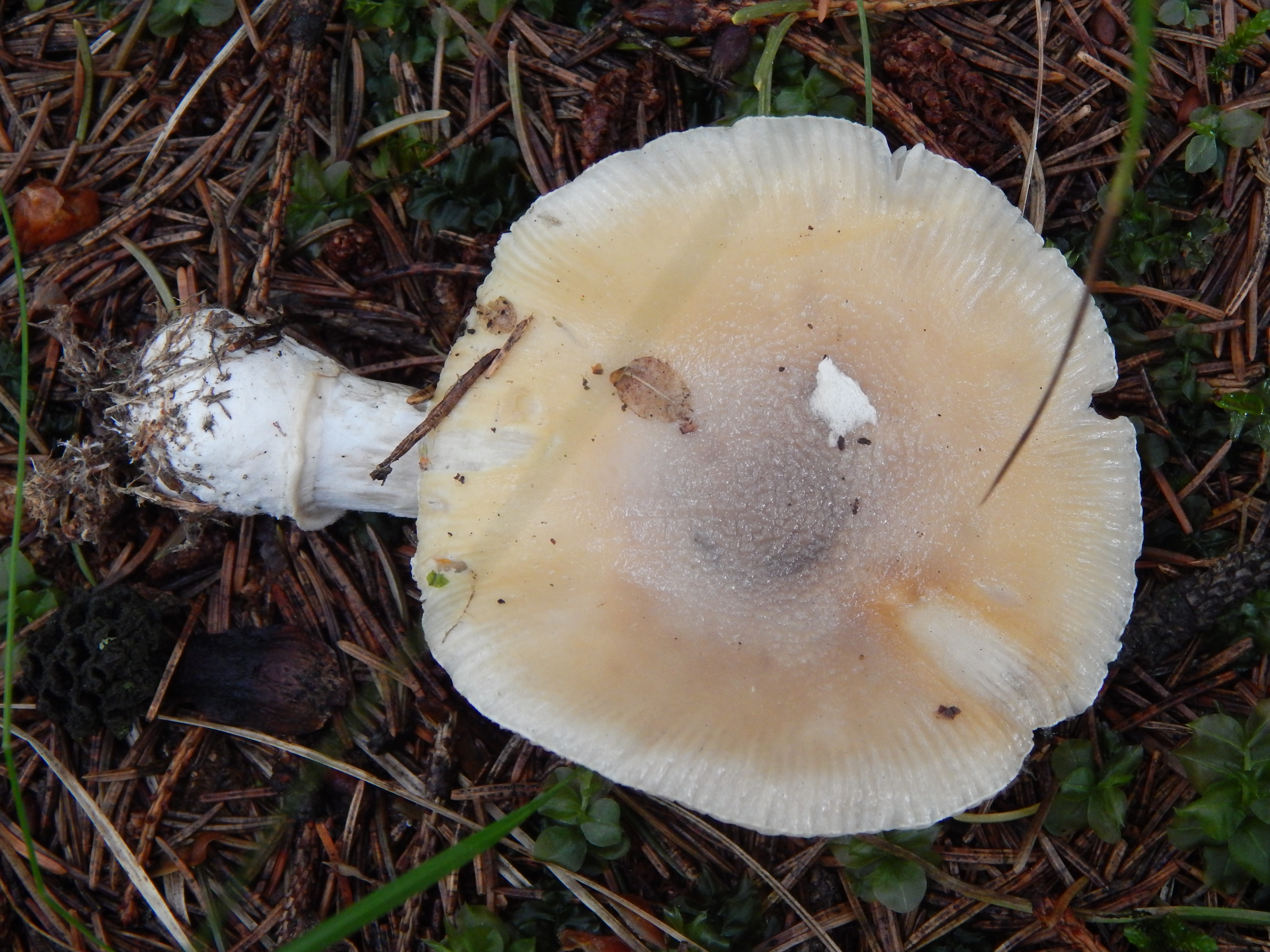